# Victorwithius venezuelanus
Espèce
Synonymes
- Parawithius venezuelanus Beier, 1932

Victorwithius venezuelanus est une espèce de pseudoscorpions de la famille des Withiidae.

## Distribution
Cette espèce se rencontre au Venezuela, en Colombie, en Équateur, en Argentine et au Brésil.

## Étymologie
Son nom d'espèce lui a été donné en référence au lieu de sa découverte, le Venezuela.

## Publication originale
- Beier, 1932 : Zur Kenntnis der Cheliferidae (Pseudoscorpionidea). Zoologischer Anzeiger, vol. 100, p. 53-67.